# Dendropoma
Dendropoma Mörch, 1861 è un genere di molluschi gasteropodi marini della famiglia Vermetidae.

## Tassonomia
Il genere comprende le seguenti specie:
- Dendropoma andamanicum (Prashad & Rao, 1933)
- Dendropoma anguliferum (Monterosato, 1878)
- Dendropoma corallinaceum (Tomlin, 1939)
- Dendropoma corrodens (d'Orbigny, 1841)
- Dendropoma cristatum (Biondi, 1859)
- Dendropoma dragonella (Okutani & Habe, 1975)
- Dendropoma expolitum Golding, Bieler, Rawlings & Collins, 2014
- Dendropoma gaederopi (Mörch, 1861)
- Dendropoma ghanaense Keen & J.E. Morton, 1960
- Dendropoma gregarium Hadfield & Kay in Hadfield et al., 1972
- Dendropoma howense (Iredale, 1937)
- Dendropoma lebeche Templado, Richter & Calvo, 2016
- Dendropoma leucozonias (Mörch, 1861)
- Dendropoma lituella (Mörch, 1861)
- Dendropoma marchadi Keen & J.E. Morton, 1960
- Dendropoma mejillonense Pacheco & Laudien, 2008
- Dendropoma nebulosum (Dillwyn, 1817)
- Dendropoma nucleocostatum (May, 1915)
- Dendropoma planatum (Suter, 1913)
- Dendropoma planorbis (Dunker, 1860)
- Dendropoma platypus (Mörch, 1861)
- Dendropoma psarocephalum Hadfield & Kay in Hadfield et al., 1972
- Dendropoma rastrum (Mörch, 1861)
- Dendropoma rhyssoconchum Hadfield & Kay in Hadfield et al., 1972
- Dendropoma squamiferum Ponder, 1967
- Dendropoma stramonitae (Mörch, 1862)
- Dendropoma teredula (Mörch, 1861)
- Dendropoma textum (Mörch, 1861)
- Dendropoma tholia Keen & J.E. Morton, 1960